# خوزه اوروه
خوزه اوروه (انگلیسی: José Orúe; ۱۷ مارس ۱۹۳۱ – ۳۰ ژوئن ۲۰۰۷) بازیکن فوتبال اهل اسپانیا بود.
از باشگاه‌هایی که در آن بازی کرده‌است می‌توان به باشگاه فوتبال اتلتیک بیلبائو اشاره کرد.
وی همچنین در تیم‌های ملی فوتبال اسپانیا و Spain B national football team بازی کرده‌است.